# Noor Vidts
Noor Vidts (prononcé /noːr vɪt͡s/), née le 30 mai 1996, est une athlète belge, spécialiste des épreuves combinées. Elle est notamment double championne du monde du pentathlon en salle, ayant remporté les épreuves en 2022 et 2024.

## Biographie
Licenciée au Vilvoorde Atletiekclub, elle suit en parallèle des études de bioingénieur.
En 2017, elle devient championne de Belgique du pentathlon en salle lors des championnats de Belgique d'athlétisme des épreuves combinées en salle. La même année, elle dépasse pour la première fois les 6 000 points en heptathlon lors de l'Hypo-Meeting de Götzis,. Par la suite, elle obtient la médaille de bronze lors des Universiades d'été à Taipei.
En 2018, elle conserve son titre de championne de Belgique du pentathlon en salle lors des championnats de Belgique,. En mai, elle participe de nouveau à l'Hypo-Meeting mais abandonne après trois épreuves. La même année, alors qu'elle s'entraîne pour les championnats d'Europe d'athlétisme à Berlin, elle se casse l'auriculaire de la main droite, main qu'elle utilise pour les lancers. Elle participe néanmoins à l'épreuve dont elle termine à la 20e place.
Elle se classe 15e des championnats du monde 2019 à Doha avec 5 989 pts.
Le 3 février 2020, aux Championnats de Belgique en salle, elle améliore sensiblement son record personnel du pentathlon et établit la meilleure performance mondiale de l'année avec 4 629 points.
Le 20 février 2021, elle remporte la médaille de bronze sur 60 m haies aux Championnats de Belgique en salle à Louvain-la-Neuve, derrière Anne Zagré et Eline Berings, avec un temps de 8 s 33 ; elle est également, en même temps, vice-championne de Belgique en salle du saut en hauteur, avec une marque à 1,77 m.
Le 5 mars, elle participe au pentathlon des championnats d'Europe en salle où elle améliore ses records personnels sur 60 mètres haies (8 s 27), saut en hauteur (1,83 m), lancer du poids (13,83 m), saut en longueur (6,47 m) et 800 mètres (2 min 12 s 59) et remporte la médaille d'argent avec 4 791 points derrière sa compatriote Nafissatou Thiam.
En août, elle termine 4e des Jeux olympiques pour sa première participation, améliorant ses records du 100 mètres haie (13 s 17), lancer du poids (14,33 m), 200 mètres (23 s 70), lancer du javelot (41,8 m) et 800 mètres (2 min 9 s 05), pour totaliser 6 571 points.
En mars 2022, elle remporte la médaille d'or aux Championnats du monde en salle où elle bat son record du 60 m haies en 8 s 15, du saut en longueur avec un saut à 6,60 m et du 800 mètres en 2 min 8 s 81 pour totaliser 4 929 points, battant le record de Belgique du pentathlon alors détenu par Nafissatou Thiam. En juillet, aux Championnats du monde à Eugene, elle améliore ses records du lancer du poids (14,43 m) et du 800 m (2 min 8 s 50) et termine à la 5e place avec 6 559 points.
En mars 2024, Noor Vidts conserve son titre de championne du monde du pentathlon aux Championnats du monde en salle à Glasgow. Elle s'impose avec 4 773 points devant la Finlandaise Saga Vanninen (4 677) et la Néerlandaise Sofie Dokter (4 571).
Aux championnats d'Europe 2024 à Rome les 7 et 8 juin 2024, elle remporte une médaille de bronze en battant son record de points (6 596 pts) et en battant trois de ses records personnels, en 100 m haies (13 s 16), au lancer du poids (14,79 m) et au lancer du javelot (42,12 m).
Lors des Jeux olympiques 2024 à Paris, Noor Vidts remporte la médaille de bronze en totalisant 6 707 points, nouveau record personnel. Pour ce faire, elle a amélioré trois de ses records : du 100 m haies (13 s 10), du javelot (avec un lancer à 45 m) et du 800 m (2 min 6 s 38),. Elle a ainsi devancé la Suissesse Annik Kälin qui comptait encore 5 points d'avance sur elle avant l'ultime épreuve du 800 m.

## Palmarès
| Date | Compétition                    | Lieu     | Résultat | Épreuve    | Marque    |
| ---- | ------------------------------ | -------- | -------- | ---------- | --------- |
| 2021 | Championnats d'Europe en salle | Toruń    | 2e       | Pentathlon | 4 791 pts |
| 2021 | Jeux olympiques                | Tokyo    | 4e       | Heptathlon | 6 571 pts |
| 2022 | Championnats du monde en salle | Belgrade | 1re      | Pentathlon | 4 929 pts |
| 2022 | Championnats du monde          | Eugene   | 5e       | Heptathlon | 6 559 pts |
| 2022 | Championnats d'Europe          | Munich   | 4e       | Heptathlon | 6 467 pts |
| 2023 | Championnats d'Europe en salle | Istanbul | 3e       | Pentathlon | 4 823 pts |
| 2023 | Championnats du monde          | Budapest | 6e       | Heptathlon | 6 450 pts |
| 2024 | Championnats du monde en salle | Glasgow  | 1re      | Pentathlon | 4 773 pts |
| 2024 | Championnats d'Europe          | Rome     | 3e       | Heptathlon | 6 596 pts |
| 2024 | Jeux olympiques                | Paris    | 3e       | Heptathlon | 6 707 pts |

## Records

### Épreuves combinées
Records personnels réalisés lors d'épreuves combinées.
| Épreuve           | Performance  | Lieu     | Date         |
| ----------------- | ------------ | -------- | ------------ |
| 100 mètres haies  | 13 s 10      | Paris    | 8 août 2024  |
| Saut en hauteur   | 1,84 m       | La Nucia | 31 août 2019 |
| Lancer du poids   | 14,79 m      | Rome     | 7 juin 2024  |
| 200 mètres        | 23 s 70      | Tokyo    | 4 août 2021  |
| Saut en longueur  | 6,46 m       | Rome     | 8 juin 2024  |
| Lancer du javelot | 45,00 m      | Paris    | 9 août 2024  |
| 800 mètres        | 2 min 6 s 38 | Paris    | 9 août 2024  |
| Heptathlon        | 6 707 pts    | Paris    | 9 août 2024  |

| Épreuve          | Performance  | Lieu                    | Date                                 |
| ---------------- | ------------ | ----------------------- | ------------------------------------ |
| 60 mètres haies  | 8 s 15       | Belgrade                | 18 mars 2022                         |
| Saut en hauteur  | 1,83 m       | Toruń Belgrade Istanbul | 5 mars 2021 18 mars 2022 3 mars 2023 |
| Lancer du poids  | 14,26 m      | Glasgow                 | 1er mars 2024                        |
| Saut en longueur | 6,60 m       | Belgrade                | 18 mars 2022                         |
| 800 mètres       | 2 min 8 s 81 | Belgrade                | 18 mars 2022                         |
| Pentathlon       | 4 929 pts    | Belgrade                | 18 mars 2022                         |

### Épreuves individuelles
Records personnels réalisés lors d'épreuves individuelles si la performance est meilleure que la performance réalisée lors d'une épreuve combinée.
| Épreuve | Performance | Lieu | Date |
| ------- | ----------- | ---- | ---- |

| Épreuve         | Performance | Lieu      | Date            |
| --------------- | ----------- | --------- | --------------- |
| Saut en hauteur | 1,84 m      | Antequera | 16 février 2019 |